# Бичкова Катерина Андріївна
Бичкова Катерина Андріївна (нар. 5 червня 1985) — колишня російська тенісистка.
Найвищу одиночну позицію світового рейтингу — 66 місце досягла 20 лютого 2006, парну — 106 місце — 29 січня 2007 року.
Здобула 10 одиночних та 5 парних титулів туру ITF.
Найвищим досягненням на турнірах Великого шолома було 2 коло в одиночному та парному розрядах.
Завершила кар'єру 2017 року.

## Фінали ITF
| турніри $100,000 |
| турніри $75,000  |
| турніри $50,000  |
| турніри $25,000  |
| турніри $10,000  |

### Одиночний розряд: 17 (10–7)
| Результат | Ранг | Дата            | Турнір                          | Покриття   | Суперниця               | Рахунок       |
| --------- | ---- | --------------- | ------------------------------- | ---------- | ----------------------- | ------------- |
| Перемога  | 1.   | 14 грудня 2003  | ITF Каїр, Єгипет                | Ґрунт      | Габріела Веласко Андреу | 6–1, 6–4      |
| Перемога  | 2.   | 4 липня 2004    | ITF Красноармійськ, Росія       | Тверде     | Ольга Панова            | 6–2, 6–3      |
| Перемога  | 3.   | 23 серпня 2004  | ITF Москва, Росія               | Ґрунт      | Марія Кондратьєва       | 6–2, 6–1      |
| Поразка   | 4.   | 3 жовтня 2004   | ITF Белград, Сербія             | Ґрунт      | Віраг Немет             | 6–2, 2–6, 2–6 |
| Поразка   | 5.   | 19 грудня 2004  | ITF Бергамо, Італія             | Килим (i)  | Міхаелла Крайчек        | 4–6, 3–6      |
| Перемога  | 6.   | 27 березня 2005 | ITF Санкт-Петербург, Росія      | Тверде (i) | Емма Лайне              | 6–1, 6–2      |
| Поразка   | 7.   | 1 травня 2005   | Open de Cagnes-sur-Mer, Франція | Ґрунт      | Лаура Поус Тіо          | 6–7(4), 6–4   |
| Перемога  | 8.   | 17 грудня 2005  | ITF Бергамо, Італія             | Килим (i)  | Мервана Югич-Салкич     | 6–3, 6–0      |
| Перемога  | 9.   | 18 червня 2006  | ITF Марсель, Франція            | Ґрунт      | Северін Бельтрам        | 6–1, 6–2      |
| Поразка   | 10.  | 3 травня 2009   | ITF Шарлотсвілл, США            | Ґрунт      | Ліндсей Лі-Вотерс       | 3–6, 5–7      |
| Перемога  | 11.  | 19 червня 2009  | ITF Контрексевіль, Франція      | Ґрунт      | Катрін Верле-Шеллер     | 6–4, 6–4      |
| Поразка   | 12.  | 26 липня 2009   | ITF Петанж, Люксембург          | Ґрунт      | Аранча Парра Сантонха   | 3–6, 2–6      |
| Перемога  | 13.  | 7 серпня 2010   | ITF Москва, Росія               | Ґрунт      | Дар'я Кустова           | 6–2, 7–5      |
| Поразка   | 14.  | 26 березня 2011 | ITF Наманган, Узбекистан        | Тверде     | Ясмина Тиньїч           | 6–7, 6–2, 6–7 |
| Перемога  | 15.  | 14 квітня 2013  | ITF Еджбастон, Велика Британія  | Тверде (i) | Анджеліка Морателлі     | 6–4, 6–3      |
| Перемога  | 16.  | 23 лютого 2014  | ITF Ноттінгем, Велика Британія  | Тверде (i) | Полін Пармантьє         | 3–0 ret.      |
| Поразка   | 17.  | 28 квітня 2014  | ITF Ґіфу, Японія                | Тверде     | Тімеа Бабош             | 1–6, 2–6      |

### Парний розряд: 15 (5–10)
| Результат | Дата             | Рівень | Турнір                         | Покриття   | Партнерка                 | Суперниці                              | Рахунок             |
| --------- | ---------------- | ------ | ------------------------------ | ---------- | ------------------------- | -------------------------------------- | ------------------- |
| Перемога  | 8 грудня 2003    | 10,000 | ITF Каїр, Єгипет               | Ґрунт      | Раїса Гуревич             | Еден Марама Пола Марама                | 6–0, 7–6(2)         |
| Перемога  | 4 липня 2004     | 10,000 | ITF Красноармійськ, Росія      | Тверде     | Василіса Давидова         | Василіса Бардіна Юлія Єфремова         | 7–6(4), 6–0         |
| Поразка   | 27 вересня 2004  | 25,000 | ITF Белград, Сербія            | Ґрунт      | Надія Островська          | Джулія Казоні Дарія Юрак               | 0–6, 2–6            |
| Перемога  | 18 грудня 2005   | 50,000 | ITF Бергамо, Італія            | Килим (i)  | Марина Шамайко            | Валентіна Сассі Франческа Любіані      | 6–1, 6–3            |
| Поразка   | 8 березня 2009   | 25,000 | ITF Fort Walton Beach, США     | Тверде     | Катерина Деголевич        | Олександра Панова Тетяна Пучек         | 2–6, 2–6            |
| Поразка   | 26 квітня 2009   | 75,000 | ITF Дотан, США                 | Ґрунт      | Олександра Панова         | Джулія Дітті Карлі Галліксон           | 6–2, 1–6, [6–10]    |
| Поразка   | 5 квітня 2010    | 50,000 | ITF Торгаут, Бельгія           | Тверде (i) | Гана Бірнерова            | Мона Бартель Юстіна Озга               | 5–7, 2–6            |
| Поразка   | 25 жовтня 2010   | 25,000 | ITF Стамбул, Туреччина         | Тверде     | Ірина Бремон              | Оксана Калашникова Марта Сироткіна     | 3–6, 1–6            |
| Перемога  | 8 листопада 2010 | 25,000 | ITF Мінськ, Білорусь           | Тверде (i) | Олена Бовіна              | Паула Каня Катажина Пітер              | 6–4, 6–0            |
| Поразка   | 26 березня 2011  | 25,000 | ITF Наманган, Узбекистан       | Тверде     | Шамайко Марина Валеріївна | Альбіна Хабібуліна Нігіна Абдураїмова  | 6–4, 6–7(3), [8–10] |
| Поразка   | 14 квітня 2012   | 25,000 | ITF Пелам, США                 | Ґрунт      | Олена Бовіна              | Жюлі Куен Марі-Ев Пеллетьє             | 5–7, 4–6            |
| Перемога  | 28 квітня 2013   | 50,000 | ITF Стамбул, Туреччина         | Тверде     | Надія Кіченок             | Башак Ерайдин Александрина Найденова   | 3–6, 6–2, [10–5]    |
| Поразка   | 14 квітня 2014   | 25,000 | ITF Карші, Узбекистан          | Тверде     | Вероніка Кудерметова      | Альбіна Хабібуліна Анастасія Васильєва | 6–2, 5–7, [4–10]    |
| Поразка   | 26 травня 2014   | 25,000 | ITF Москва, Росія              | Тверде     | Євгенія Родіна            | Анна Даніліна Ксенія Кнолль            | 3–6, 2–6            |
| Поразка   | 6 квітня 2015    | 25,000 | ITF Барнстапл, Велика Британія | Тверде (i) | Наомі Броді               | Стефані Форец Ана Врлич                | 2–6, 7–5, [7–10]    |